# Jerusalén en el cristianismo
Para los cristianos, el papel de Jerusalén en el cristianismo del siglo I, durante el ministerio de Jesús y de la Edad Apostólica, según consta en el Nuevo Testamento, le confiere una gran importancia, además de su papel en el Antiguo Testamento, la Biblia hebrea.

## Jerusalén en el Nuevo Testamento y el cristianismo primitivo
Según el Nuevo Testamento, Jerusalén era la ciudad a la que Jesús fue llevado como un niño, para ser presentado en el Templo (Lucas 2:22) y para asistir a las fiestas (Lucas 2:41). Según los evangelios canónicos, Jesús predicó y curó en Jerusalén, sobre todo en los patios del templo. El historiador de Jerusalén Dan Mazar informó de una serie de artículos en la Jerusalem Christian Review, sobre los descubrimientos arqueológicos realizados en este lugar por su abuelo, el Prof. Benjamín Mazar, que incluía las escaleras de subida, donde predicaron Jesús y sus discípulos del siglo I, así como el mikvaot (o pila bautismal) utilizado por ambos peregrinos, judíos y cristianos. Los acontecimientos de Pentecostés, que se registran en el libro de los Hechos del Nuevo Testamento, también se llevaron a cabo en este lugar. También hay un relato de la limpieza de Jesús del patio del Templo, persiguiendo a varios comerciantes fuera de los recintos sagrados (Marcos 11:15, véase también Marcos 11). Gran parte de esta zona también fue descubierta por las excavaciones realizadas por Benjamín Mazar. Al final de cada uno de los Evangelios, hay relatos de la Última Cena de Jesús en un «Aposento Alto» en Jerusalén, su arresto en Getsemaní, su juicio, su crucifixión en el Gólgota, su entierro cerca y su resurrección y ascensión y la profecía de volver.

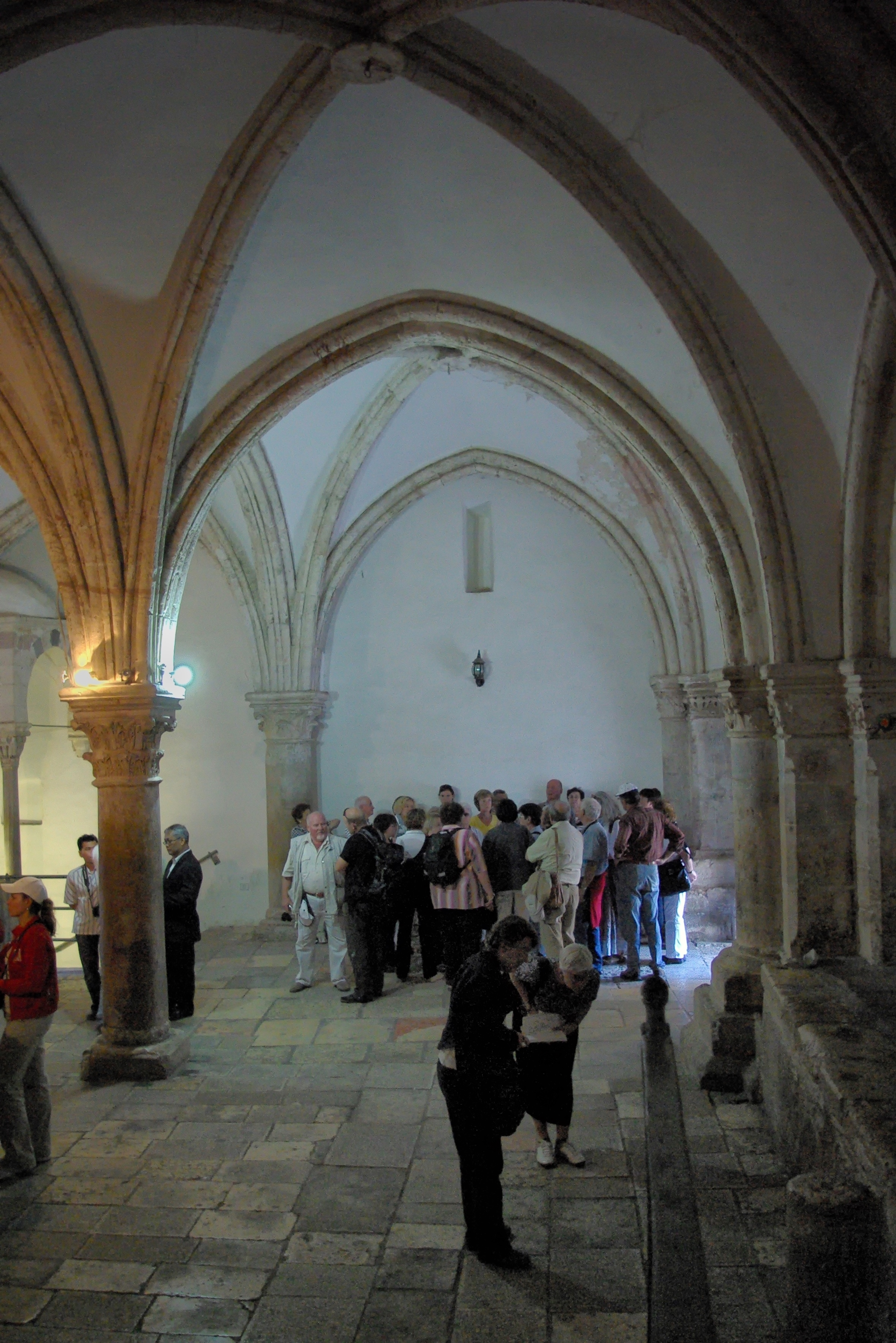
El Cenáculo en el Monte Sion, que reclama ser el lugar de la Última Cena y Pentecostés. Bargil Pixner afirma que la Iglesia original de los Apóstoles se encuentra bajo la estructura actual.

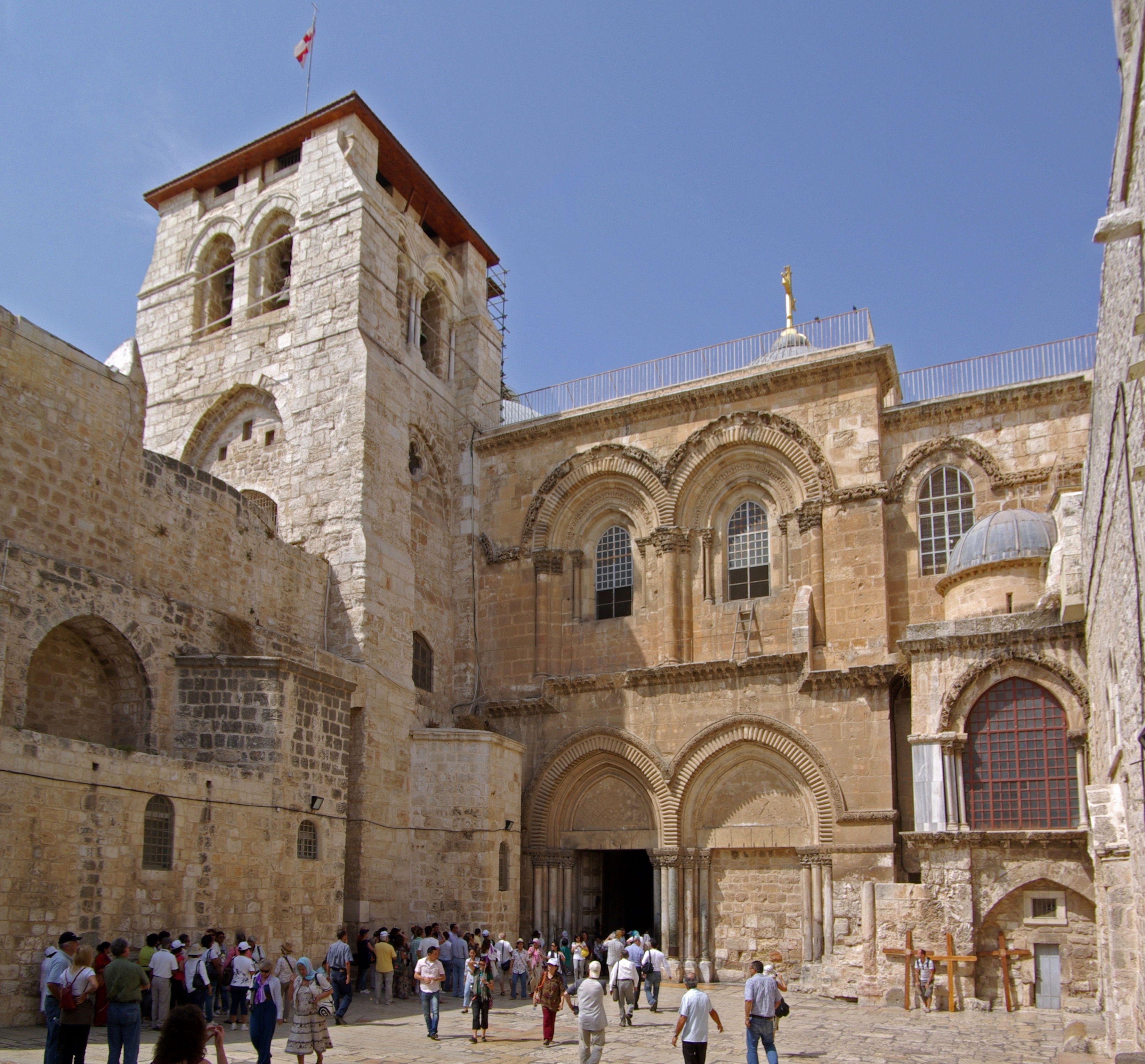
Entrada principal a la Iglesia del Santo Sepulcro.

La tradición sostiene que el lugar de la Última Cena es el Cenáculo, en el segundo piso de un edificio en el Monte Sion, donde la Tumba de David está en el primer piso. El arqueólogo Bargil Pixner afirma haber encontrado tres paredes de la estructura original todavía existentes hoy.
El lugar de oración de angustia de Jesús y la traición, Getsemaní, es probablemente en algún lugar cerca de la Iglesia de Todas las Naciones en el Monte de los Olivos. El juicio de Jesús ante Poncio Pilato pudo haber tenido lugar en la Fortaleza Antonia, al norte de la zona del Templo. Popularmente, la acera exterior, donde el juicio se celebró está bajo el Convento de las Hermanas de Sion. Otros cristianos creen que Pilato trató con Jesús en el palacio de Herodes en el Monte Sion.
La Vía Dolorosa, o la vía del sufrimiento, está la ruta tradicional al Gólgota, lugar de la crucifixión, y es un importante lugar de peregrinación. La vía finaliza en la Iglesia del Santo Sepulcro (tal vez el lugar más sagrado para los cristianos). El Santo Sepulcro es considerado tradicionalmente como la ubicación del Gólgota y la cercana tumba de Jesús. La iglesia original fue construido en 336 por Constantino I. La Tumba del jardín es un lugar de peregrinación muy popular cerca de la Puerta de Damasco. Charles George Gordon sugirió que este sitio, en lugar del Santo Sepulcro, es el verdadero lugar del Gólgota.

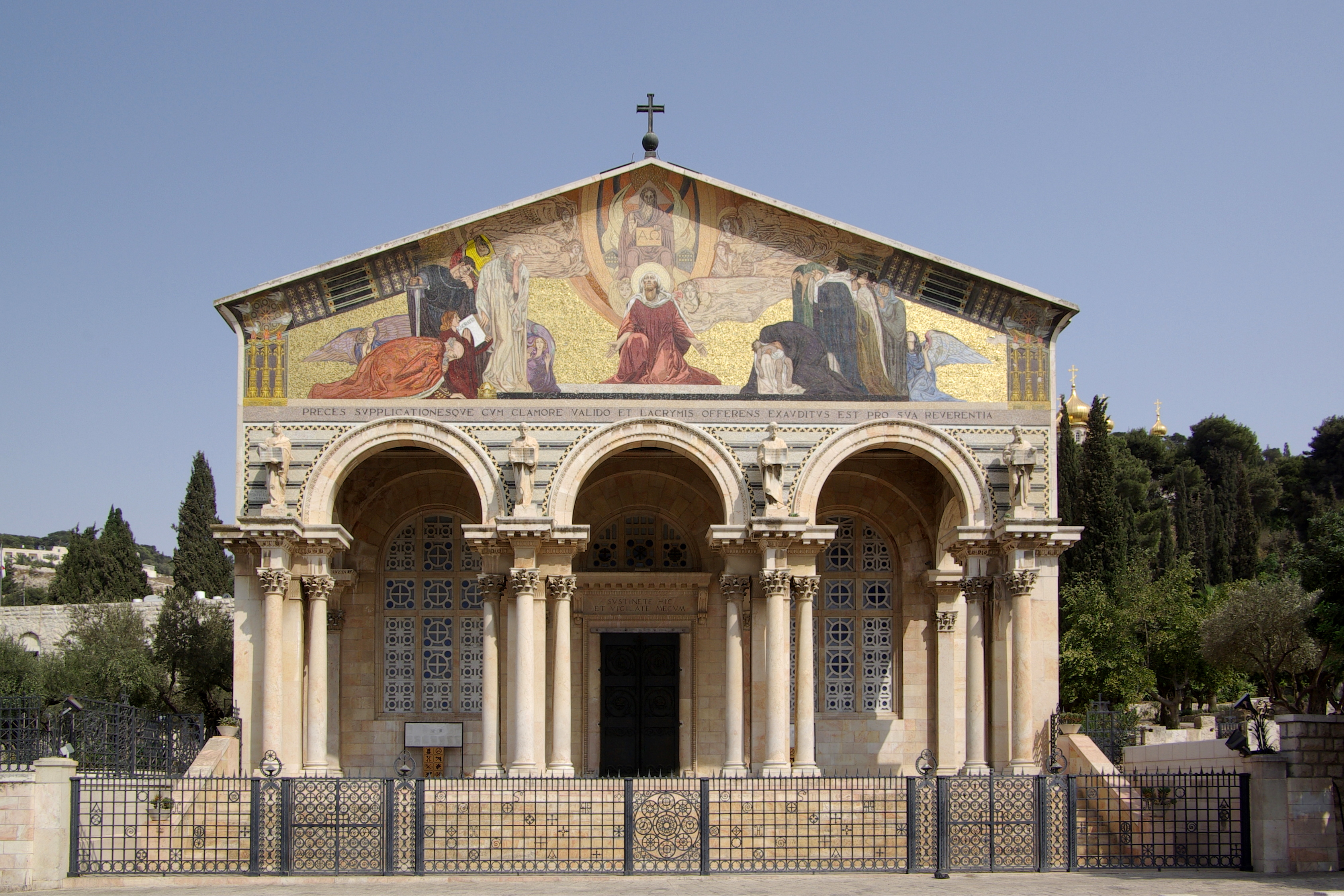
La Iglesia de Todas las Naciones, cerca al Monte de los Olivos.

Los Hechos de los Apóstoles y las epístolas paulinas muestran a Jacobo el Justo, el hermano de Jesús, como líder de la iglesia primitiva de Jerusalén. Él y sus sucesores fueron el centro para los cristianos judíos hasta la destrucción de la ciudad por el emperador Adriano en 135. La exclusión de los judíos de la nueva ciudad de Aelia Capitolina significaba que los obispos gentiles serían nombrados bajo la autoridad de los Metropolitanos de Cesarea y, en última instancia, los patriarcas de Antioquía. El significado general de Jerusalén para los cristianos fuera de la Tierra Santa entró en un período de declive durante la persecución de los cristianos en el Imperio Romano, pero se reanudó nuevamente c. 325 cuando el emperador Constantino I y su madre, Helena, dotaron a Jerusalén con iglesias y santuarios, lo que la convirtió el centro más importante de peregrinación cristiana. Helena es recordado como la Patrona de los arqueólogos y (según el historiador de la iglesia Sócrates de Constantinopla)) afirmó haber encontrado (con la asistencia del obispo Macario de Jerusalén) la Cruz de Cristo, después de la destrucción de un templo a Venus que había sido construido sobre el sitio. Jerusalén recibió un reconocimiento especial en el Canon VII de Nicea en el año 325, sin embargo se convirtió en una sede metropolitana. La fecha de fundación tradicional de la Hermandad del Santo Sepulcro (que protege los lugares santos cristianos en Tierra Santa) es 313, que corresponde con la fecha del Edicto de Milán, que legalizó el cristianismo en el Imperio Romano. El Concilio de Calcedonia en 451 elevó el obispo de Jerusalén al rango de patriarca, junto con Roma, Constantinopla, Alejandría y Antioquía, formando la Pentarquía. Sin embargo, la política bizantina significó que Jerusalén simplemente pasó de la jurisdicción siria de Antioquía a las autoridades griegas en Constantinopla. Durante siglos, los clérigos griegos dominaron la iglesia de Jerusalén. Mientras tanto, la iglesia romana nunca aceptó la Pentarquía y en su lugar afirmó su primacía, consulte Supremacía papal y Cisma de Oriente.

## Tradiciones medievales
En 638, Sofronio, patriarca de Jerusalén, entregó las llaves de la ciudad a las fuerzas musulmanas del Califa Úmar. Las autoridades musulmanas de Jerusalén no eran amables con sus súbditos cristianos, obligándolos a vivir una vida de «discriminación, servidumbre y humillación». El maltrato de los cristianos iría únicamente empeorando a medida que los ejércitos de la Primera Cruzada se acercaron a Jerusalén. Ante el temor de que los cristianos orientales habían estado conspirando con los cruzados que se acercaban, las autoridades musulmanas de Jerusalén masacraron gran parte de la población cristiana de la ciudad, viendo la suerte de escapar de la ciudad en el terror. Mientras los cruzados esperaban proteger a los peregrinos cristianos que habían sido atacados y asesinados por los turcos, para proteger los lugares santos cristianos que habían sido destruidos por el califa Al-Hákim bi-Amr Allah; de hecho vinieron en respuesta a peticiones de ayuda del emperador cristiano oriental bizantino Alejo I Comneno, y no hay evidencia de ninguna conspiración.
El 15 de julio de 1099, el ejército de la Primera Cruzada capturó Jerusalén. La mayor población de la ciudad fue asesinada, con la excepción de los cristianos orientales. Fueron, sin embargo, exiliados de la ciudad, ya que sus nuevos gobernantes latinos creían que estaban conspirando con los musulmanes. Jerusalén se convirtió en la capital de un «Reino Latino» con una iglesia latina y un patriarca latino, todos bajo la autoridad del Papa. El primer gobernante latino de la ciudad, Godofredo de Bouillón, fue elegido en 1099. Fuera de la humildad y el respeto a Jesús, él se negó a ser llamado rey en una ciudad en la que él pensaba que sólo Jesús tenía el derecho a ser llamado rey; él sólo se llamaba a sí mismo el protector de Jerusalén. A lo largo de su breve reinado como protector, Godofredo luchó para aumentar la población de Jerusalén hasta su muerte en 1100. En 1100 fue sucedido por su hermano Balduino I quien, a diferencia de Godofredo, estaba dispuesto a tomar el título de «Rey de Jerusalén». Con la disminución de la población de Jerusalén Balduino I, ya en 1115, ofreció a los cristianos de Transjordania una sección de Jerusalén. Estos cristianos eran a menudo el blanco de la agresión musulmana y por lo tanto aceptaron rápidamente la propuesta de Balduino. En 1187, cuando Saladino capturó la ciudad, el Santo Sepulcro y muchas otras iglesias fueron devueltos al cuidado de los cristianos orientales.
Desde el siglo XVII hasta el XIX, varias naciones europeas católicas pidieron al Imperio otomano el control católico los «lugares santos». Los franciscanos eran los custodios católicos tradicionales de los lugares santos. El control giraba de ida y vuelta entre las iglesias oriental y occidental durante todo este período. El sultán Abd ul-Meyid I (1839-1861), tal vez por la desesperación, publicó un firman que presenta en detalle los derechos exactos y la responsabilidad de cada comunidad en el Santo Sepulcro. Este documento se hizo conocido como el Statu Quo, y sigue siendo la base para el complejo protocolo del santuario. El statu quo fue confirmado por el Mandato Británico y Jordania. Después de la guerra árabe-israelí de 1967, y el paso de la Ciudad Vieja a manos israelíes, la Knéset aprobó una ley de protección a los lugares santos. Cinco comunidades cristianas actualmente tienen derechos en el Santo Sepulcro: el Patriarcado griego, los latinos (occidentales católicos de rito romano), armenios, coptos y sirios ortodoxos.
La Nueva Jerusalén es el centro de una visión al final del libro del Apocalipsis. Es la perfecta ciudad donde Dios vive entre su pueblo.

## Jerusalén en el Antiguo Testamento
En el Antiguo Testamento, Jerusalén se menciona 669 veces y Sion (que por lo general significa Jerusalén, a veces la Tierra de Israel) 154 veces; mientras Sion Gadol (gran Sion) sólo se menciona 11 veces. El Pentateuco se refiere al monte Moriá como la ubicación del sacrificio de Isaac y 2 Crónicas 3:1 conecta esto con el Monte del Templo en Jerusalén.
El libro de los Salmos, que ha sido recitado con frecuencia y memorizado por los judíos y cristianos durante siglos, dice:
- «Junto a los ríos de Babilonia, allí nos sentábamos, y aun llorábamos, acordándonos de Sion». (Salmos 137:1);
- «Y los que nos habían llevado cautivos nos pedían que cantásemos, y los que nos habían desolado nos pedían alegría, diciendo: Cantadnos algunos de los cánticos de Sion. ¿Cómo cantaremos cántico de Jehová en tierra de extraños? Si me olvidare de ti, oh Jerusalén, pierda mi diestra su destreza. Mi lengua se pegue a mi paladar, si de ti no me acordare; si no enalteciere a Jerusalén como preferente asunto de mi alegría. Oh Jehová, recuerda contra los hijos de Edom el día de Jerusalén, cuando decían: Arrasadla, arrasadla hasta los cimientos. Hija de Babilonia la desolada, bienaventurado el que te diere el pago de lo que tú nos hiciste». (Salmos 137:3-8) (Versión Reina-Valera 1960, en cursiva las palabras que no se encuentran en el original hebreo);
- «Oh Dios, vinieron las naciones a tu heredad; han profanado tu santo templo; redujeron a Jerusalén a escombros. (...) Derramaron su sangre como agua en los alrededores de Jerusalén (...)». (Salmos 79:1-3);
- «(...) Jerusalén, que se ha edificado como una ciudad que está bien unida entre sí. (...) Pedid por la paz de Jerusalén (...)». (Salmos 122:2-6);
- «Como Jerusalén tiene montes alrededor de ella, así Jehová está alrededor de su pueblo desde ahora y para siempre». (Salmos 125:2);
- «Jehová edifica a Jerusalén; a los desterrados de Israel recogerá. (...) Alaba a Jehová, Jerusalén; alaba a tu Dios, oh Sion». (Salmos 147:2-12).

## Jerusalén como una alegoría de la Iglesia
En el cristianismo, Jerusalén a veces se interpreta como una alegoría o tipo a la Iglesia de Cristo. Hay una gran tradición apocalíptica que se centra en la Jerusalén celestial en lugar de la ciudad literal e histórica de Jerusalén. Los cristianos no han controlado la actual ciudad de Jerusalén desde la época de las Cruzadas (a excepción de un breve período inmediatamente después de la batalla de Jerusalén en 1917) y se han basado principalmente en símbolos bíblicos y metáforas que describen la Iglesia como si fuera la verdadera Jerusalén viviente. Este punto de vista es especialmente defendido en la Ciudad de Dios de Agustín de Hipona, un popular libro cristiano del siglo V que fue escrito durante la caída del Imperio Romano de Occidente.